# فینال‌های ان‌بی‌ای ۱۹۸۵
سری فینال‌های قهرمانی جهان ان‌بی‌ای ۱۹۸۵ مرحلهٔ پایانی بازی‌های حذفی انجمن ملی بسکتبال (ان‌بی‌ای) در سال ۱۹۸۵ و دور قهرمانی فصل ۸۵–۱۹۸۴ این رقابت‌ها می‌باشد. در این دور لس آنجلس لیکرز به عنوان قهرمان کنفرانس غرب، در برابر بوستون سلتیکس به عنوان قهرمان کنفرانس شرق در یک سری بهترین از هفت قرار گرفت.
سلتیکس برای نخستین بار از فصل ۶۹–۱۹۶۸ به دنبال تکرار قهرمانی ان‌بی‌ای و گرفتن جشن قهرمانی در سال دوم بود. سلتیکس برای دومین سال متوالی در دیدارهای نهایی از مزیت بازی خانگی برخوردار بود چرا که آن‌ها فصل عادی را با رکورد ۶۳–۱۹ به اتمام رساندند در حالی که لیکرز رکورد ۶۲–۲۰ را به ثبت رساند. لیکرز به دنبال انتقام باخت ناراحت کنندهٔ سال گذشته مقابل سلتیکس در سری بازی‌های قهرمانی بود و همچنین به دنبال نخستین برتری برابر بوستون در تاریخ فینال‌های ان‌بی‌ای بود. برای نخستین بار، فینال‌ها به صورت ۲–۳–۲ به انجام رسید و بدین ترتیب بوستون میزبان دو بازی نخست بود در حالی که سه بازی بعدی در لس آنجلس به انجام می‌رسید. در صورت لزوم، دو بازی پایانی این سری در بوستون انجام می‌شد. این تغییر فرمت پس از گفتگوی سال ۱۹۸۴ بین دیوید استرن با اسطورهٔ سلتیکس، رد آورباخ که از جابه‌جایی چند بارهٔ تیم‌ها در بازی‌ها گلایه می‌کرد انجام پذیرفت. فرمت ۲–۳–۲ تا فینال‌های ان‌بی‌ای ۲۰۱۳ مورد استفاده قرار گرفت و از سال پس از آن، شکل برگزاری بازی‌ها دوباره به ۱–۱–۱–۲–۲ برگشت.
لس آنجلس لیکرز با کمک کریم عبدالجبار و مجیک جانسون سلتیکس را چهار بر دو شکست داد تا سلتیکس را برای نخستین مرتبه در تاریخ رقابت‌های فینال شکست دهد. این آخرین باری بود که سری‌های پایانی با نام قهرمانی جهان ان‌بی‌ای برگزار شد زیرا نام تجاری فینال‌های ان‌بی‌ای در فصل پسین، جایگزین این نام شد.

## پیش‌زمینه

### مسیر فینال
| #  | کنفرانس غرب           | کنفرانس غرب | کنفرانس غرب | کنفرانس غرب | کنفرانس غرب   |
| #  | تیم                   | برد         | باخت        | درصد برد    | بازی‌های پشت‌سر |
| -- | --------------------- | ----------- | ----------- | ----------- | ------------- |
| ۱  | c-لس آنجلس لیکرز      | ۶۲          | ۲۰          | ۰٫۷۵۶       | –             |
| ۲  | y-دنور ناگتس          | ۵۲          | ۳۰          | ۰٫۶۳۴       | ۱۰            |
| ۳  | x-هیوستون راکتس       | ۴۸          | ۳۴          | ۰٫۵۸۵       | ۱۴            |
| ۴  | x-دالاس ماوریکس       | ۴۴          | ۳۸          | ۰٫۵۳۷       | ۱۸            |
| ۵  | x-پورتلند تریل بلیزرز | ۴۲          | ۴۰          | ۰٫۵۱۲       | ۲۰            |
| ۶  | x-یوتا جاز            | ۴۱          | ۴۱          | ۰٫۵۰۰       | ۲۱            |
| ۷  | x-سن آنتونیو اسپرز    | ۴۱          | ۴۱          | ۰٫۵۰۰       | ۲۱            |
| ۸  | x-فینیکس سانز         | ۳۶          | ۴۶          | ۰٫۴۳۹       | ۲۶            |
|    |                       |             |             |             |               |
| ۹  | سیاتل سوپرسانیکس      | ۳۱          | ۵۱          | ۰٫۳۷۸       | ۳۱            |
| ۱۰ | لس آنجلس کلیپرز       | ۳۱          | ۵۱          | ۰٫۳۷۸       | ۳۱            |
| ۱۱ | کانزاس سیتی کینگز     | ۳۱          | ۵۱          | ۰٫۳۷۸       | ۳۱            |
| ۱۲ | گلدن استیت واریرز     | ۲۲          | ۶۰          | ۰٫۲۶۸       | ۴۰            |

| #  | کنفرانس شرق             | کنفرانس شرق | کنفرانس شرق | کنفرانس شرق | کنفرانس شرق   |
| #  | تیم                     | برد         | باخت        | درصد برد    | بازی‌های پشت‌سر |
| -- | ----------------------- | ----------- | ----------- | ----------- | ------------- |
| ۱  | z-بوستون سلتیکس         | ۶۳          | ۱۹          | ۰٫۷۶۸       | –             |
| ۲  | y-میلواکی باکس          | ۵۹          | ۲۳          | ۰٫۷۲۰       | ۴             |
| ۳  | x-فیلادلفیا سونتی‌سیکسرز | ۵۸          | ۲۴          | ۰٫۷۰۷       | ۵             |
| ۴  | x-دیترویت پیستونز       | ۴۶          | ۳۶          | ۰٫۵۶۱       | ۱۷            |
| ۵  | x-نیوجرسی نتس           | ۴۲          | ۴۰          | ۰٫۵۱۲       | ۲۱            |
| ۶  | x-واشینگتن بولتز        | ۴۰          | ۴۲          | ۰٫۴۸۸       | ۲۳            |
| ۷  | x-شیکاگو بولز           | ۳۸          | ۴۴          | ۰٫۴۶۳       | ۲۵            |
| ۸  | x-کلیولند کاوالیرز      | ۳۶          | ۴۶          | ۰٫۴۳۹       | ۲۷            |
|    |                         |             |             |             |               |
| ۹  | آتلانتا هاوکس           | ۳۴          | ۴۸          | ۰٫۴۱۵       | ۲۹            |
| ۱۰ | نیویورک نیکس            | ۲۴          | ۵۸          | ۰٫۲۹۳       | ۳۹            |
| ۱۱ | ایندیانا پیسرز          | ۲۲          | ۶۰          | ۰٫۲۶۸       | ۴۱            |

### سری‌های فصل عادی
دو تیم دو بار در سری فصل عادی باهم دیدار کردند، هر تیم یک برد خانگی کسب کرد:
| ۱۶ ژانویه ۱۹۸۵ |

|  |

| لس آنجلس لیکرز ۱۰۲, بوستون سلتیکس ۱۰۴ |

| ۱۷ فوریه ۱۹۸۵ |

|  |

| بوستون سلتیکس ۱۱۱, لس آنجلس لیکرز ۱۱۷ |

## خلاصه سری
| بازی   | تاریخ            | تیم مهمان      | نتیجه         | تیم میزبان     |
| ------ | ---------------- | -------------- | ------------- | -------------- |
| بازی ۱ | دوشنبه، ۲۷ مه    | لس آنجلس لیکرز | ۱۱۴–۱۴۸ (۰–۱) | بوستون سلتیکس  |
| بازی ۲ | پنج‌شنبه، ۳۰ مه   | لس آنجلس لیکرز | ۱۰۹–۱۰۲ (۱–۱) | بوستون سلتیکس  |
| بازی ۳ | یکشنبه، ۲ ژوئن   | بوستون سلتیکس  | ۱۱۱–۱۳۶ (۱–۲) | لس آنجلس لیکرز |
| بازی ۴ | چهارشنبه، ۵ ژوئن | بوستون سلتیکس  | ۱۰۷–۱۰۵ (۲–۲) | لس آنجلس لیکرز |
| بازی ۵ | جمعه، ۷ ژوئن     | بوستون سلتیکس  | ۱۱۱–۱۲۰ (۲–۳) | لس آنجلس لیکرز |
| بازی ۶ | یکشنبه، ۹ ژوئن   | لس آنجلس لیکرز | ۱۱۱–۱۰۰ (۴–۲) | بوستون سلتیکس  |

|                | بازی ۱ | بازی ۲ | بازی ۳ | بازی ۳ | بازی ۵ | بازی ۶ | امتیاز نهایی |
| بوستون سلتیکس  | ۱۴۸    | ۱۰۲    | ۱۱۱    | ۱۰۷    | ۱۱۱    | ۱۰۰    | ۲            |
| لس آنجلس لیکرز | ۱۱۴    | ۱۰۹    | ۱۳۶    | ۱۰۵    | ۱۲۰    | ۱۱۱    | ۴            |

امتیاز رنگی، امتیاز تیم میزبان و امتیاز برجسته، امتیاز تیم برنده می‌باشد.

### بازی ۱
| ۲۷ مه 3:30 p.m. EDT |

| report |

| لس آنجلس لیکرز ۱۱۴, بوستون سلتیکس ۱۴۸                              |  |                                                                                 |
| امتیاز بر پایه وقت: ۲۴–۳۸, ۲۵–۴۱, ۳۰–۲۹, ۳۵–۴۰                     |  |                                                                                 |
| امتیاز: James Worthy ۲۰ ریباند: Kurt Rambis ۹ پاس : مجیک جانسون ۱۲ |  | امتیاز: کوین مک‌هیل، اسکات ودمن همگی ۲۶ ریباند: کوین مک‌هیل ۹ پاس: دنیس جانسون ۱۰ |
| بوستون پیشتاز سری، ۱–۰                                             |  |                                                                                 |

### بازی ۲
| ۳۰ مه 9 p.m. EDT |

| report |

| لس آنجلس لیکرز ۱۰۹, بوستون سلتیکس ۱۰۲                                    |  |                                                          |
| امتیاز بر پایه وقت: ۳۱–۲۶, ۳۳–۲۰, ۲۳–۲۹, ۲۲–۲۷                           |  |                                                          |
| امتیاز: کریم عبدالجبار ۳۰ ریباند: کریم عبدالجبار ۱۷ پاس : مجیک جانسون ۱۳ |  | امتیاز: لری برد ۳۰ ریباند: لری برد ۱۲ پاس: دنیس جانسون ۸ |
| سری برابر، ۱–۱                                                           |  |                                                          |

### بازی ۳
| ۲ ژوئن 12:30 p.m. PDT |

| report |

| بوستون سلتیکس ۱۱۱, لس آنجلس لیکرز ۱۳۶                            |  |                                                                       |
| امتیاز بر پایه وقت: ۲۹–۲۵, ۳۰–۴۰, ۲۶–۳۵, ۲۶–۳۶                   |  |                                                                       |
| امتیاز: کوین مک‌هیل ۳۱ ریباند: کوین مک‌هیل ۱۰ پاس : Danny Ainge ۱۰ |  | امتیاز: James Worthy ۲۹ ریباند: کریم عبدالجبار ۱۴ پاس: مجیک جانسون ۱۶ |
| لس آنجلس پیشتاز سری، ۲–۱                                         |  |                                                                       |

### بازی ۴
| ۵ ژوئن 6 p.m. PDT |

| report |

| بوستون سلتیکس ۱۰۷, لس آنجلس لیکرز ۱۰۵                             |  |                                                                      |
| امتیاز بر پایه وقت: ۲۸–۳۲, ۳۱–۲۶, ۲۳–۲۶, ۲۵–۲۱                    |  |                                                                      |
| امتیاز: کوین مک‌هیل ۲۸ ریباند: کوین مک‌هیل ۱۱۲ پاس : دنیس جانسون ۱۲ |  | امتیاز: کریم عبدالجبار ۲۱ ریباند: مجیک جانسون ۱۱ پاس: مجیک جانسون ۱۲ |
| سری برابر، ۲–۲                                                    |  |                                                                      |

### بازی ۵
| ۷ ژوئن |

| report |

| بوستون سلتیکس ۱۱۱, لس آنجلس لیکرز ۱۲۰                             |  |                                                                     |
| امتیاز بر پایه وقت: ۳۱–۳۵, ۲۰–۲۹, ۳۰–۳۱, ۳۰–۲۵                    |  |                                                                     |
| امتیاز: روبرت پاریش ۲۶ ریباند: کوین مک‌هیل ۱۰ پاس : دنیس جانسون ۱۷ |  | امتیاز: کریم عبدالجبار ۳۶ ریباند: Kurt Rambis ۹ پاس: مجیک جانسون ۱۷ |
| لس آنجلس پیشتاز سری، ۳–۲                                          |  |                                                                     |

### بازی ۶
| ۹ ژوئن |

| report |

| لس آنجلس لیکرز ۱۱۱, بوستون سلتیکس ۱۰۰                                              |  |                                                                 |
| امتیاز بر پایه وقت: ۲۸–۲۶, ۲۷–۲۹, ۲۷–۱۸, ۲۹–۲۷                                     |  |                                                                 |
| امتیاز: کریم عبدالجبار ۲۹ ریباند: مجیک جانسون، Rambis ۱۰ همگی پاس : مجیک جانسون ۱۴ |  | امتیاز: کوین مک‌هیل ۳۲ ریباند: کوین مک‌هیل ۱۶ پاس: Danny Ainge 11 |
| لس آنجلس برندهٔ سری، ۴–۲                                                            |  |                                                                 |

## آمارهای بازیکنان
لس آنجلس لیکرز
| بازیکن              | GP | GS | MPG  | FG%   | 3FG%  | FT%   | RPG | APG  | SPG | BPG | PPG  |
| ------------------- | -- | -- | ---- | ----- | ----- | ----- | --- | ---- | --- | --- | ---- |
| Kareem Abdul-Jabbar | ۶  | ۶  | ۳۵٫۵ | ۰٫۶۰۴ | ۰٫۰۰۰ | ۰٫۷۶۹ | ۹٫۰ | ۵٫۲  | ۱٫۰ | ۱٫۵ | ۲۵٫۷ |
| Michael Cooper      | ۶  | ۰  | ۲۵٫۵ | ۰٫۵۸۸ | ۰٫۲۸۶ | ۰٫۹۰۵ | ۲٫۰ | ۳٫۷  | ۱٫۲ | ۰٫۳ | ۱۰٫۲ |
| Magic Johnson       | ۶  | ۶  | ۳۹٫۲ | ۰٫۴۹۴ | ۰٫۵۰۰ | ۰٫۸۷۱ | ۶٫۸ | ۱۴٫۰ | ۲٫۲ | ۰٫۰ | ۱۸٫۳ |
| Mitch Kupchak       | ۶  | ۰  | ۱۴٫۵ | ۰٫۵۵۰ | ۰٫۰۰۰ | ۰٫۶۴۳ | ۳٫۳ | ۰٫۷  | ۰٫۲ | ۰٫۲ | ۵٫۲  |
| Ronnie Lester       | ۲  | ۰  | ۳٫۰  | ۰٫۰۰۰ | ۰٫۰۰۰ | ۱٫۰۰۰ | ۰٫۰ | ۰٫۵  | ۰٫۰ | ۰٫۰ | ۱٫۰  |
| Bob McAdoo          | ۶  | ۰  | ۱۹٫۵ | ۰٫۳۷۹ | ۰٫۰۰۰ | ۰٫۷۱۴ | ۳٫۰ | ۰٫۸  | ۰٫۰ | ۰٫۵ | ۸٫۲  |
| Mike McGee          | ۴  | ۰  | ۶٫۵  | ۰٫۵۰۰ | ۰٫۶۰۰ | ۰٫۶۶۷ | ۱٫۰ | ۰٫۵  | ۰٫۰ | ۰٫۰ | ۴٫۸  |
| Chuck Nevitt        | ۱  | ۰  | ۲٫۰  | ۰٫۰۰۰ | ۰٫۰۰۰ | ۰٫۵۰۰ | ۰٫۰ | ۰٫۰  | ۱٫۰ | ۱٫۰ | ۱٫۰  |
| Kurt Rambis         | ۶  | ۶  | ۲۲٫۰ | ۰٫۵۰۰ | ۰٫۰۰۰ | ۰٫۵۳۸ | ۸٫۵ | ۰٫۸  | ۱٫۳ | ۰٫۵ | ۷٫۵  |
| Byron Scott         | ۶  | ۶  | ۳۴٫۷ | ۰٫۳۹۵ | ۰٫۲۸۶ | ۰٫۵۵۶ | ۳٫۷ | ۲٫۲  | ۲٫۵ | ۰٫۲ | ۱۱٫۲ |
| Larry Spriggs       | ۴  | ۰  | ۶٫۸  | ۰٫۶۰۰ | ۰٫۰۰۰ | ۰٫۵۰۰ | ۱٫۸ | ۱٫۵  | ۰٫۳ | ۰٫۳ | ۳٫۵  |
| James Worthy        | ۶  | ۶  | ۳۹٫۰ | ۰٫۵۶۴ | ۰٫۰۰۰ | ۰٫۷۰۰ | ۴٫۵ | ۳٫۲  | ۰٫۵ | ۰٫۵ | ۲۳٫۷ |

بوستون سلتیکس
| بازیکن         | GP | GS | MPG  | FG%   | 3FG%  | FT%   | RPG  | APG | SPG | BPG | PPG  |
| -------------- | -- | -- | ---- | ----- | ----- | ----- | ---- | --- | --- | --- | ---- |
| Danny Ainge    | ۶  | ۶  | ۳۳٫۸ | ۰٫۴۱۴ | ۰٫۴۰۰ | ۰٫۷۵۰ | ۳٫۰  | ۷٫۰ | ۲٫۰ | ۰٫۰ | ۱۱٫۰ |
| Larry Bird     | ۶  | ۶  | ۴۰٫۲ | ۰٫۴۴۹ | ۰٫۳۳۳ | ۰٫۸۵۰ | ۸٫۸  | ۵٫۰ | ۱٫۸ | ۰٫۷ | ۲۳٫۸ |
| Quinn Buckner  | ۴  | ۰  | ۷٫۸  | ۰٫۵۴۵ | ۰٫۰۰۰ | ۰٫۰۰۰ | ۱٫۵  | ۲٫۰ | ۰٫۳ | ۰٫۰ | ۳٫۰  |
| M. L. Carr     | ۳  | ۰  | ۲٫۷  | ۰٫۳۷۵ | ۱٫۰۰۰ | ۰٫۰۰۰ | ۰٫۳  | ۰٫۰ | ۰٫۰ | ۰٫۰ | ۲٫۳  |
| Carlos Clark   | ۲  | ۰  | ۳٫۵  | ۰٫۵۰۰ | ۰٫۰۰۰ | ۱٫۰۰۰ | ۰٫۵  | ۱٫۵ | ۰٫۵ | ۰٫۰ | ۲٫۰  |
| Dennis Johnson | ۶  | ۶  | ۴۱٫۲ | ۰٫۳۸۲ | ۰٫۰۰۰ | .۸۵۷  | ۴٫۳  | ۹٫۵ | ۱٫۷ | ۰٫۷ | ۱۶٫۰ |
| Greg Kite      | ۵  | ۰  | ۸٫۸  | ۰٫۴۴۴ | ۰٫۰۰۰ | ۰٫۵۰۰ | ۲٫۰  | ۰٫۶ | ۰٫۲ | ۰٫۰ | ۱٫۸  |
| Cedric Maxwell | ۵  | ۰  | ۱۰٫۸ | ۰٫۵۰۰ | ۰٫۰۰۰ | ۰٫۷۰۰ | ۱٫۰  | ۰٫۲ | ۰٫۴ | ۰٫۰ | ۲٫۶  |
| Kevin McHale   | ۶  | ۶  | ۴۰٫۰ | ۰٫۵۹۸ | ۰٫۰۰۰ | ۰٫۷۲۷ | ۱۰٫۷ | ۱٫۳ | ۰٫۳ | ۱٫۸ | ۲۶٫۰ |
| Robert Parish  | ۶  | ۶  | ۳۷٫۲ | ۰٫۴۸۱ | ۰٫۰۰۰ | ۰٫۷۷۱ | ۹٫۰  | ۲٫۰ | ۱٫۰ | ۱٫۸ | ۱۷٫۲ |
| Scott Wedman   | ۶  | ۰  | ۱۷٫۵ | ۰٫۶۱۱ | ۰٫۶۳۶ | ۰٫۵۵۶ | ۳٫۳  | ۱٫۷ | ۰٫۸ | ۰٫۰ | ۹٫۳  |
| Ray Williams   | ۴  | ۰  | ۹٫۳  | ۰٫۵۰۰ | ۰٫۰۰۰ | ۰٫۰۰۰ | ۰٫۳  | ۲٫۸ | ۰٫۳ | ۰٫۰ | ۳٫۵  |